# FC Kryvbas Kryvyi Rih (2020)
El FC Kryvbas Kryvyi Rih es un club de fútbol ucraniano fundado en 1959 y refundado en 2020 tras la fusión con el FC Hirnyk Kryvyi Rih que juega actualmente la Liga Premier de Ucrania.

## Historia

### Hirnyk Krivyi Rih
Después de un año de ausencia, en 2017 Hirnyk Kryvyi Rih se restableció y entró en la competición amateur de Ucrania, tras lo cual recuperó el estatus profesional para la temporada 2018-19 de la Segunda Liga de Ucrania.

## Estadio
Su estadio es el Estadio Metalurg de Krivói Rog con capacidad para 29,734 espectadores.

## Historial
| Season                                                       | Div.                   | Pos. | Pl. | W  | D | L | GS | GA | P  | Copa de Ucrania | Europe | Europe | Notes       |
| ------------------------------------------------------------ | ---------------------- | ---- | --- | -- | - | - | -- | -- | -- | --------------- | ------ | ------ | ----------- |
| FC Hirnyk restablecido                                       |                        |      |     |    |   |   |    |    |    |                 |        |        |             |
| 2017–18                                                      | 4to Liga Amateur Gr. 3 | 5    | 16  | 6  | 2 | 8 | 44 | 35 | 20 |                 |        |        | Aplicado[3] |
| 2018–19                                                      | 3ro Druha Liha Gr. B   | 3    | 27  | 15 | 6 | 6 | 53 | 33 | 51 | 1⁄8 final       |        |        |             |
| 2019–20                                                      | 3ro Druha Liha Gr. B   | 4    | 20  | 10 | 3 | 7 | 33 | 22 | 33 | 1⁄64 finals     |        |        |             |
| Restructurado FC Kryvbas Kryvyi Rih reemplazando a FC Hirnyk |                        |      |     |    |   |   |    |    |    |                 |        |        |             |
| 2020–21                                                      | 3ro Druha Liha Gr. B   | 2    | 21  | 14 | 5 | 2 | 50 | 14 | 47 | 1⁄16 final      |        |        | Promovido   |
| 2021–22                                                      | 2nd Persha Liha        | 2    | 20  | 12 | 6 | 2 | 38 | 17 | 42 | 1⁄64 final      |        |        | Promovido   |
| 2022–23                                                      | 1st Premier League     |      |     |    |   |   |    |    |    |                 |        |        |             |

## Participación en competiciones de la UEFA
| Competicion UEFA | Competicion UEFA       | Competicion UEFA  | Competicion UEFA | Competicion UEFA | Competicion UEFA | Competicion UEFA |
| Temporada        | Torneo                 | Ronda             | Club             | Casa             | Visita           | Global           |
| ---------------- | ---------------------- | ----------------- | ---------------- | ---------------- | ---------------- | ---------------- |
| 2024–25          | UEFA Europa League     | 3° Clasificatoria | Viktoria Plzeň   | 1–2              | 0–1              | 1–3              |
| 2024–25          | UEFA Conference League | Play-off          | Real Betis       | 0–2              | 0–3              | 0–5              |